# 三翼戰鬥機
索普威思三翼戰鬥機（Sopwith Triplane）是索普威思飛機公司應英國海軍部的要求而在小狗式戰鬥機的基礎上發展而來，其名字也祇是簡單地直呼為三翼機，使用者祇有英國皇家海軍航空隊而無英國皇家陸軍航空隊，三翼機由於種種原因，雖曾一度光輝但很短暫地退出戰場。

## 基本資料
- 機長：5.73米
- 翼展：8米
- 機高：3.2米
- 空重：500公斤
- 載重：700公斤
- 翼面積：21.46平方米
- 發動機：1俱9汽缸風冷式發動機(馬力=130匹)
- 最快時速：187公里/小時
- 昇限：6250米
- 航程：516公里
- 武裝：1挺7.7毫米口徑維克斯機槍
- 乘員：1人

## 設計
三翼戰鬥機採用了小狗式戰鬥機的機身，再加上三對翼展相同的機翼，同時把發動機馬力由小狗式的80匹增強至130匹，這樣得到更好的空中格鬥能力和爬升能力，而由於發動機馬力也跟著增加，三翼戰鬥機的速度並未因此而減慢，相反還比敵機要快。
1916年5月28日，索普威思的首席試飛員哈里·霍克駕駛三翼戰鬥機的原型機試飛，飛機昇空不到3分鐘就做出三次翻滾，哈里·霍克評價道「前所未有的操縱感」。

### 三翼機的優點和缺點
三翼機的優點是在發動機馬力不大時以多翼面來產生大昇力，令飛機的轉彎能力增強也就是可以在小半徑轉彎，對戰鬥機來說即是有好的轉彎格鬥能力，但缺點就是迎風阻力增加而不利高速，在第一次世界大戰後飛機發動機的馬力普遍增強，三翼機的優點不再突出，反而速度慢的缺點為人垢病，故之後幾乎再無國家推出三翼機。
三翼虽未完全但却较好解决了当时普遍存在的断翼问题。一战飞机普遍以木质框架敷以帆布张力蒙皮，在轰炸、侦查时尚无大的问题，但作为战斗机使用时，飞行员在紧急情况下本能的做大幅机动，甚至不惜将飞机陷入尾旋以躲避敌机，木框布蒙皮结构经常在大幅机动时，从翼梁根部折断，各国均有王牌飞行员因此丧生，为此各国都在寻找解决方法，增加机翼张线也是一法但增加了风阻。采用三翼的动机，是在力学上，三片短翼在总翼面积与单、双翼相同时，同过载下，翼梁根部受的扭矩更低。一战后飞机速度提高，机翼结构普遍转向木框架、前缘木蒙皮后缘布蒙皮，至金属框架半木半布蒙皮，木蒙皮的使用同时改善了高速时布蒙皮振颤问题、和过载时分担了大梁扭力，此后三翼因过于复杂，并且上、下翼分别阻挡了上下方视线，遂不再采用。 

## 實戰

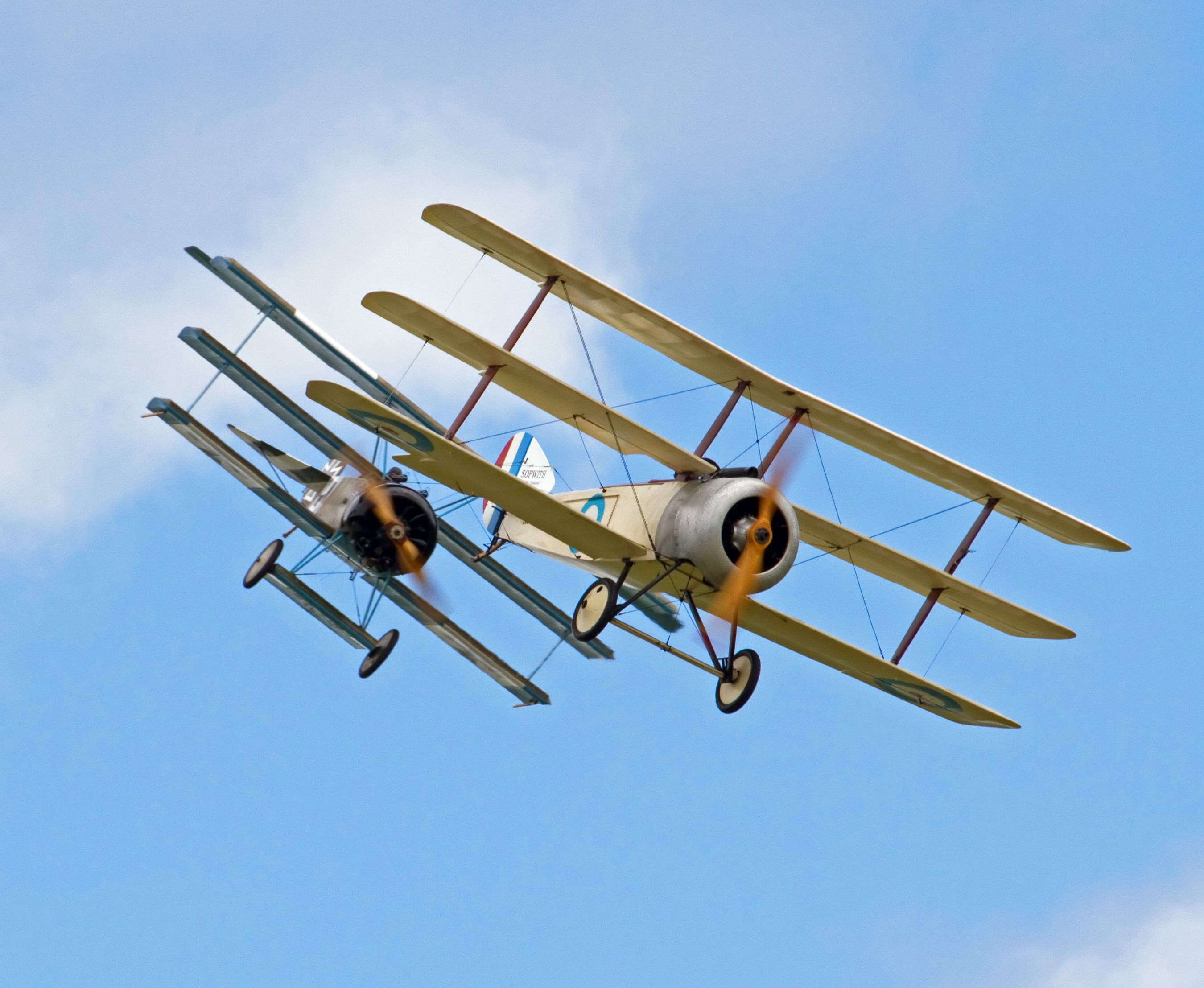
英國三翼戰鬥機和同為三翼機的德國福克Dr.I战斗机

1916年7月，三翼戰鬥機的原型機被送往在法國敦克爾克的英國海航基地接受測試，在敦克爾克不到15分鐘就昇空迎敵，表現良好而得到海航的訂單，原本英國陸航也下了50架三翼機的訂單但之後全部讓給了海航，英國陸航反而之後選擇了法國斯柏特S-VII戰鬥機。
英國海航的第1、第8、第9、第10、第11和第12中隊從1917年2月開始都陸續裝備了三翼戰鬥機，1917年4月雖然被稱為「血腥四月」，協約國戰機傷亡慘重但三翼戰鬥機是例外，交戰雙方都發現，三翼戰鬥機除了有良好的格鬥和爬升能力，其速度也比其主要對手也就是德軍信天翁D戰鬥機要快，以至德軍飛行員祇要見到是三翼機都會逃走，著名的德軍空戰英雄紅男爵里希特霍芬（當時駕駛一架紅色的信天翁D戰鬥機）曾說道「三翼戰鬥機是最好的協約國戰機」，1917年6月，一架三翼戰鬥機被德軍拿到並進行研究，在德國人方面隨即有34種三翼戰鬥機設計出現但最終祇有一種獲採用，就是福克Dr.I战斗机，隨著德國人也推出自己的三翼戰鬥機和其公司也推出新式的駱駝式戰鬥機，再加上三翼戰鬥機自己本身的缺點（例如:火力祇有一挺機槍，三翼戰鬥機的維修不容易），三翼戰鬥機在該年夏天退役，總計三翼戰鬥機在這半年的參戰是光輝而短暫。

## 三翼戰鬥機在法國
一個駐敦克爾克的法國海軍中隊有17架三翼戰鬥機，1917年2月16日，該中隊的三翼戰鬥機首次參加空戰，直至1918年1月，該中隊還有7架三翼戰鬥機。

## 三翼戰鬥機在俄羅斯/蘇聯

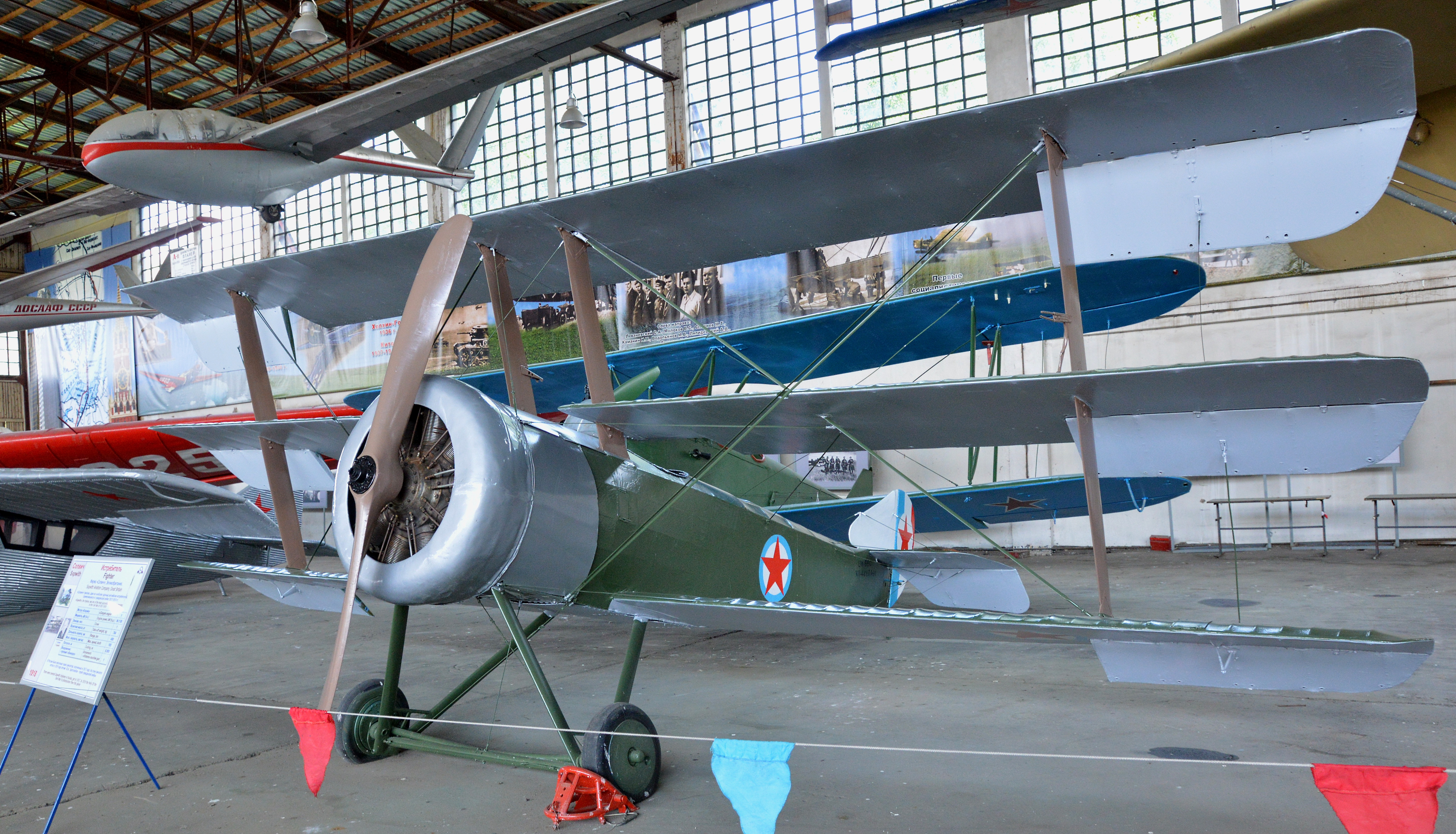
莫尼諾中央空軍博物館的蘇聯紅軍三翼戰鬥機

一架編號為N5486的三翼戰鬥機被送往俄羅斯做測試，俄國人為了該機能在雪地上昇降而在其起落架加上滑雪板，該機在十月革命後被蘇聯紅軍拿到並作為教練機，現在該機仍在莫尼諾中央空軍博物館。

## 使用國家
- 英国
- 法國
- 俄羅斯
- 苏联